# I’ve Tried Everything but Therapy (Part 1)
I’ve Tried Everything but Therapy (Part 1) — дебютный студийный альбом американского певца и автора песен Тедди Свимса, выпущенный 15 сентября 2023 года на лейбле Warner Records. В него вошел его прорывной сингл «Lose Control», который возглавил американский Billboard Hot 100, а также вошел в первую десятку в 23 странах, включая UK Singles Chart.
Альбом также вошел в десятку лучших в Норвегии, Нидерландах, Литве, Швеции, Австралии, а затем попал в чарты Новой Зеландии, Бельгии, Канады, Франции, Литвы, Швеции, Шотландии, Великобритании и США. За альбомом последовал I’ve Tried Everything but Therapy (Part 2), который вышел 24 января 2025 года.

## Предыстория
В преддверии выхода альбома Свимс выпустил синглы «What More Can I Say» 5 мая 2023 года и «Lose Control», «эмоциональный гимн» о «потере себя и утрате контроля», 23 июня. Последний оказался коммерчески успешным, попав в чарты в нескольких странах, включая Канаду, Нидерланды, Новую Зеландию и США. В интервью газете The New Zealand Herald Свимс пообещал, что он «займется терапией», что в конечном итоге и послужило вдохновением для названия альбома. Он хотел купить себе «еще пару месяцев свободы» и побыть «травмированным маленьким дерьмом». Отвечая на вопрос American Songwriter о своей любимой песне, которую он когда-либо написал, Свимс назвал открывающую альбом «Some Things I’ll Never Know». В рамках продвижения альбома автор-исполнитель исполнил живой сет из своих песен и кавер-версию «Use Somebody» в клубе Nova 30 августа 2023 года. Пластинку также продвигает его тур I’ve Tried Everything but Therapy Tour, который прошел по всей Северной Америке в ноябре 2023 года.

### I’ve Tried Everything but Therapy (Part 1.5)
26 апреля 2024 года Свимс выпустил новое издание I’ve Tried Everything but Therapy (Part 1.5), который является продолжением первой части альбома и включает в себя четыре дополнительных трека. Свимс сказал: «Знаете, последние 8 месяцев я гастролировал, писал и продолжал работать над собой, и мне хотелось поделиться чем-то вроде отчета из реальной жизни. Эти песни отражают то, на каком этапе я нахожусь, и я не хотел ждать, пока не будет готова вся вторая часть — так что вот, пожалуйста».

### Тур
В марте 2023 года Свимс объявил о своем международном хедлайн-туре I’ve Tried Everything but Therapy, включающем концерты в Великобритании, Ирландии, Австралии, Германии, Нидерландах и Новой Зеландии.

## Награды и номинации
| Год  | Награда             | Категория                | Результат | Ссылка        |
| ---- | ------------------- | ------------------------ | --------- | ------------- |
| 2024 | Los 40 Music Awards | Best International Album | Победа    | [ 10 ] [ 11 ] |

## Список композиций
| №                   | Название                      | Автор(ы)                                                                                             | Продюсеры                     | Длительность |
| ------------------- | ----------------------------- | --- | ----------------------------- | ------------ |
| 1.                  | «Some Things I'll Never Know» | Jaten Dimsdale John Ryan Eli Teplin Sherwyn Nicholls Joshua Coleman Julian Bunetta Kendrick Nicholls | Bunetta Teplin Shweez         | 4:02         |
| 2.                  | «Lose Control»                | Coleman Bunetta Dimsdale Mikky Ekko Marco "Infamous" Rodriguez                                       | Ammo Bunetta Infamous ( со. ) | 3:30         |
| 3.                  | «What More Can I Say»         | Dimsdale Andrew Wells Boy Matthews Sean Douglas                                                      | Wells Khari Mateen ( доп. )   | 2:21         |
| 4.                  | «The Door»                    | Coleman Bunetta Ryan Dimsdale Ekko S. Nicholls                                                       | Bunetta Ammo                  | 3:32         |
| 5.                  | «Goodbye's Been Good to You»  | Dimsdale Marc Scibilia Dallas Wilson Austin Ruffin                                                   | Scibilia Wells                | 2:44         |
| 6.                  | «Last Communion»              | Andrew Jackson Duck Blackwell Dimsdale                                                               | Jackson Blackwell             | 3:37         |
| 7.                  | «You Still Get to Me»         | Dimsdale Tommy Lee James Douglas Stuart Crichton                                                     | Crichton                      | 3:28         |
| 8.                  | «Suitcase»                    | Ryan Ekko Coleman Dimsdale                                                                           | Ryan                          | 2:48         |
| 9.                  | «Flame»                       | Ryan Mags Duval Steph Jones                                                                          | Ryan                          | 2:24         |
| 10.                 | «Evergreen»                   | Ryan Dimsdale K. Nicholls S. Nicholls Teplin                                                         | Ryan Teplin Kendo             | 2:46         |
| Общая длительность: | Общая длительность:           | Общая длительность:                                                                                  | Общая длительность:           | 31:12        |

| №                   | Название                    | Автор(ы)                                    | Продюсеры           | Длительность |
| ------------------- | --------------------------- | ------------------------------------------- | ------------------- | ------------ |
| 11.                 | «Hammer to the Heart»       | Dimsdale Bunetta Ekko Matt Zara Rocky Block | Bunetta Zara        | 3:12         |
| 12.                 | «Apple Juice»               | Dimsdale Bunetta Delacey Ido Zmishlany      | Bunetta Zmishlany   | 3:02         |
| 13.                 | «Tell Me»                   | Dimsdale Block Bunetta Ryan                 | Bunetta Ryan Zara   | 2:56         |
| 14.                 | «Growing Up Is Getting Old» | Dimsdale Block Bunetta Jones K. Nicholls    | Bunetta Two Fresh   | 2:27         |
| Общая длительность: | Общая длительность:         | Общая длительность:                         | Общая длительность: | 42:49        |

## Чарты
| Чарт (2023—2024)                    | Высшая позиция |
| ----------------------------------- | -------------- |
| Австралия (ARIA)                    | 4              |
| Австрия (Ö3 Austria)                | 58             |
| Бельгия/Фландрия (Ultratop)         | 35             |
| Бельгия/Валлония (Ultratop)         | 88             |
| Канада (Canadian Albums Chart)      | 15             |
| Croatian International Albums (HDU) | 15             |
| Дания (Hitlisten)                   | 9              |
| Нидерланды (Album Top 100)          | 2              |
| Финляндия (Suomen virallinen lista) | 36             |
| Франция (SNEP)                      | 24             |
| Германия (Offizielle Top 100)       | 31             |
| Венгрия (MAHASZ)                    | 19             |
| Icelandic Albums (Tónlistinn)       | 13             |
| Ирландия (IRMA)                     | 58             |
| Italian Albums (FIMI)               | 72             |
| Lithuanian Albums (AGATA)           | 7              |
| New Zealand Albums (RMNZ)           | 6              |
| Норвегия (VG-lista)                 | 5              |
| 20                                  |                |
| Portugal ([[AFP])                   | 58             |
| Шотландия (Scottish Albums Chart)   | 6              |
| Испания (PROMUSICAE)                | 67             |
| Swedish Albums (Sverigetopplistan)  | 4              |
| Швейцария (Schweizer Hitparade)     | 35             |
| Великобритания (UK Albums Chart)    | 12             |
| США (Billboard 200)                 | 17             |

## Сертификации
| Регион                                                                      | Сертификация | Продажи |
| --------------------------------------------------------------------------- | ------------ | ------- |
| Бельгия (BEA)                                                               | Золотой      | 10 000  |
| Канада (Music Canada)                                                       | Платиновый   | 80 000  |
| Дания (IFPI Danmark)                                                        | Платиновый   | 20 000  |
| Франция (SNEP)                                                              | Золотой      | 50 000  |
| Нидерланды (NVPI)                                                           | Золотой      | 18 600  |
| Новая Зеландия (RMNZ)                                                       | Платиновый   | 15 000  |
| Великобритания (BPI)                                                        | Золотой      | 100 000 |
| США (RIAA)                                                                  | Золотой      | 500 000 |
| Данные о продажах + прослушиваниях приведены только на основе сертификации. |              |         |